# Obershausen
Obershausen ist ein Ortsteil der Gemeinde Löhnberg im mittelhessischen Landkreis Limburg-Weilburg.

## Geographie
Obershausen liegt im südlichen Westerwald am Kallenbach, etwa 23 Kilometer nordöstlich von Limburg an der Lahn, 11 Kilometer nordwestlich von Weilburg und 7 Kilometer nördlich vom Kernort Löhnberg an der Landesstraße 3044.
Die angrenzenden Orte sind, von Norden beginnend, im Uhrzeigersinn: Odersberg (Gemeinde Greifenstein im Lahn-Dill-Kreis), Niedershausen (Gemeinde Löhnberg) und Dillhausen (Gemeinde Mengerskirchen).

## Geschichte

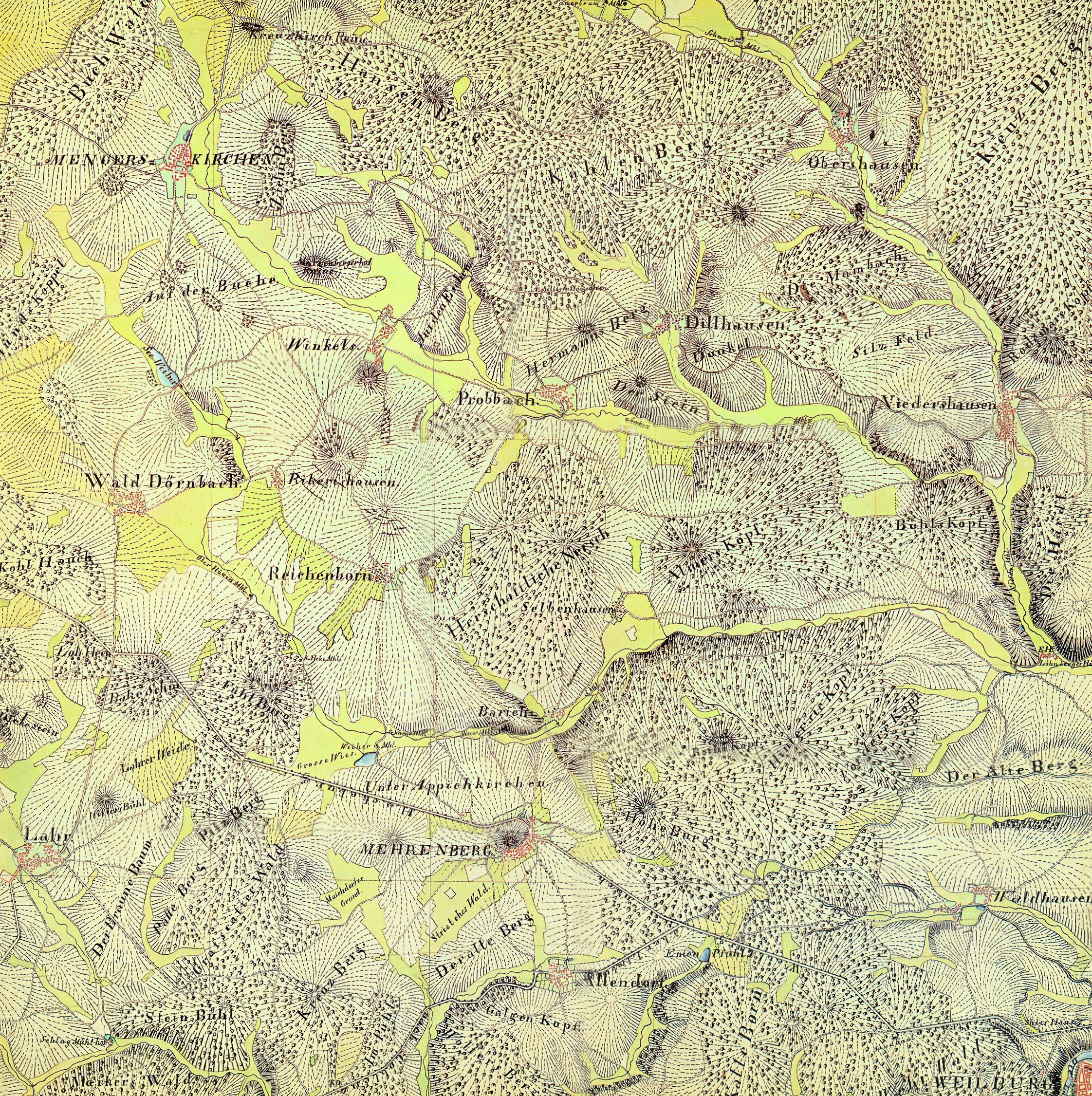
Die Karte der Topographische Aufnahme der Rheinlande von 1819, auf der Obershausen verzeichnet ist

### Ortsgeschichte
Obershausen wird bekanntermaßen erstmals im Jahr 1307 in einer Tauschurkunde genannt. Darin wird ein Tausch von Leibeigenen festgelegt; eine Frau aus Obershausen wird gegen eine Frau aus Dillhausen getauscht. Alle Einwohner waren damals leibeigen. Sonst lebten sie unter kirchlicher Herrschaft ziemlich unabhängig. Sie hatten an ihre Landesherren, die Chorherren des Walpurgisstifts zu Weilburg eine Zehntpacht zu zahlen. Alljährlich kam der Präsenzmeister und prüfte mit Kennerblick den Saatbestand. Dann setzte er die Verpachtung an, die fast immer in ein zähes Feilschen mit den Bauern ausartete. Meistens betrug eine Zehntpacht 7 bis 9 Malter Korn.
Im Jahr 1511 gab es in Obershausen 14 Häuser, 48 Kühe und 166 Schafe. Die Häuser, sogar die Kirche, waren damals mit Stroh bedeckt.
Die Obershäuser Kirche ist in der Zeit zwischen 1000 und 1300 durch die Grafen von Merenberg erbaut worden. Sie waren Vögte über das heimische Land.
Die Kirche ist dem heiligen Nikolaus geweiht, daher hieß der Berg, auf dem sie steht, damals Nikolausberg. Die Kirche ist ein kleines, im Kern romanisches Kirchenschiff mit schmalem quadratischem Chor und achteckigem Spitzhelmdachreiter. An der Südseite des Schiffes befindet sich ein romanisches Portal. Obershausen gehörte abwechselnd zum katholischen Kirchspiel Mengerskirchen und Dillhausen. In den Jahren 1534 bis 1536 wurde Obershausen lutherisch. 1570 wurde die Pfarrei Niedershausen eingerichtet und 1628 kam Obershausen zum evangelischen Kirchspiel Niedershausen, wozu es heute noch gehört.
Im Jahr 1510 schenkte der Graf Johann II. von Nassau-Beilstein der Obershäuser Gemeinde die Mohrheck, später die Mahrheck genannt. Der Graf liebte das Waidwerk und jagte gern in den Wäldern bei Obershausen, deshalb war ihm Obershausen besonders ans Herz gewachsen. Vielleicht könnte man sich so die Schenkung der Mohrheck erklären. Im Jahr 1511 gab es in Obershausen 14 Häuser, 64 Kühe, 87 Rinder, 44 Ochsen, 1 Pferd, 109 Schweine und 299 Schafe.
Der Dreißigjährige Krieg hat auch der Obershäuser Gemeinde übel mitgespielt. Im Jahr 1623, als Tillysche Reiter in Löhnberg, Franzosen und Spanier in Dillhausen einquartiert waren, musste Obershausen mit für die Verpflegung sorgen. 1635 erfolgte die vollständige Ausbeutung des Dorfes durch Mansfeldische Truppen. Im Jahr 1643 gab es in Obershausen nur 8 Männer, 8 Frauen und 9 Kinder, 1 Kuh und 7 Ochsen.
Im Jahr 1774 erwarb die Gemeinde das Hofgut Johannisburg gegen eine jährliche Pacht von 510 Gulden. Die Koalitionskriege und die napoleonischen Kriege brachten auch über Obershausen viel Leid durch Einquartierung.
In Obershausen bestand wie im ganzen Westerwald das fränkische Erbrecht. Das Erbe fiel zu gleichen Teilen an alle Kinder. 1820 begann die Umstellung von reinen Bauern zu Kleinlandwirten. Durch Spinnen und Weben erwarben sich die Bauern Nebenverdienste. Es gab damals in Obershausen 28 Webstühle.
In der ersten Hälfte des 19. Jahrhunderts wurde der Besitz von allen Lasten und Diensten befreit. Die Zehnten wurden abgelöst. Die 1848 gegründete Landesbank streckte den Bauern die Gelder vor. Mitte des 19. Jahrhunderts wurden Eisenerzgruben ausgebaut, so auch die Grube Eppstein bei Obershausen. Die Grube war zuerst staatlich und ging später an Krupp über. Durch die Industrialisierung um 1860 bekam die Bevölkerung Arbeit und Brot. Jeder Grubenarbeiter hatte noch Landwirtschaft und dachte und fühlte in erster Linie als Bauer. Bis zu seiner Ablösung im Jahr 1886 bestand in Obershausen das Märkerrecht, das heißt, jeder Vollbürger des Dorfes war berechtigt, freitags im Walde Dürrholz zu sammeln und Laubstreu zu holen. Dann erhielt jeder Märker vom Staat eine Entschädigungssumme von jährlich 28 Mark.
Bis zum Jahr 1902 holten die Obershäuser ihr Trinkwasser am Dorfbrunnen. 1902 wurde eine Hochdruckwasserleitung gebaut. Am 18. Januar 1924 erstrahlte das Dorf zum ersten Male im elektrischen Licht. 1923 erfolgte eine Betriebsschließung, daher wurden alle Bergleute und Hüttenarbeiter arbeitslos. 1933 gab es nur noch 3 beschäftigte Arbeiter. Die Einwohnerzahl belief sich jetzt auf 456 in 105 Familien. Die Gemarkung in Größe von 390 Hektar Nutzland reichte gerade aus. Bedarf und Erzeugung glichen sich aus.
Durch verwitterten Schiefer hat die Obershäuser Ackerkrume keine gute Qualität. Früher gedieh hier der Flachsanbau. Es werden Roggen, Kartoffeln, Hafer, Weizen und Gerste angebaut. Außer dem Roteisenstein, der in der Grube Eppstein gefördert wurde, gab es noch zwei Tongruben, am Nordwest-Hang des Schweinskopfes, „Landwehr“ und „Saturn“. Die Gruben waren 50 bis 60 Meter tief. Es wurden täglich 200 Tonnen gefördert.
Im Jahr 1897 wurde in Obershausen die Raiffeisen-Genossenschafts-Kasse gegründet. Während des Zweiten Weltkrieges, im Jahr 1944, kamen aus Frankfurt am Main 20 evakuierte Schulkinder ins Dorf, die freundliche Aufnahme fanden. Nach Beendigung des Krieges kehrten sie wieder nach Frankfurt zurück. Dafür fanden aber bald 149 Heimatvertriebene aus dem Sudetenland und Mähren in Obershausen Aufnahme. 1960 zählte Obershausen 576 Einwohner mit 138 Familien. Es sind meist kleinbäuerliche Betriebe mit Nebenerwerb durch Grube, Holzwald, Baustellen und Industrie. Es vollzog sich deutlich eine Wandlung vom Bauerndorf zum Arbeiterdorf. Heute gehören zur Gemarkung Obershausen 202 ha Ackerland, 135 ha Wiesen und 693 ha Wald.
Hessische Gebietsreform (1970–1977)
Im Zuge der Gebietsreform in Hessen fusionierten am 31. Dezember 1970 die bis dahin selbstständigen Gemeinden des ehemaligen Oberlahnkreises Löhnberg, Niedershausen und Obershausen freiwillig zur neuen Großgemeinde Löhnberg. Selters kam am 1. Juli 1974 durch Landesgesetz hinzu.
Ortsbezirke nach der Hessischen Gemeindeordnung wurden nicht errichtet.

### Verwaltungsgeschichte im Überblick
Die folgende Liste zeigt die Staaten bzw. Herrschaftsgebiete und deren untergeordnete Verwaltungseinheiten, in denen Obershausen lag:
- vor 1621: Heiliges Römisches Reich, Grafschaft Nassau-Beilstein
- ab 1621: Heiliges Römisches Reich, Fürstentum Nassau-Diez, Amt Beilstein ab 1762 Amt Mengerskirchen
- 1806–1813: Großherzogtum Berg, Département Sieg, Arrondissement Dillenburg, Kanton Driedorf
- 1813–1815: Fürstentum Nassau-Oranien, Amt Mengerskirchen
- ab 1816: Herzogtum Nassau, Amt Weilburg
- ab 1849: Herzogtum Nassau, Kreisamt Hadamar[Anm. 1]
- ab 1854: Herzogtum Nassau, Amt Weilburg
- ab 1867: Norddeutscher Bund[Anm. 2], Königreich Preußen, Provinz Hessen-Nassau, Regierungsbezirk Wiesbaden, Oberlahnkreis[Anm. 3]
- ab 1871: Deutsches Reich, Königreich Preußen, Provinz Hessen-Nassau, Regierungsbezirk Wiesbaden, Oberlahnkreis
- ab 1918: Deutsches Reich, Freistaat Preußen, Provinz Hessen-Nassau, Regierungsbezirk Wiesbaden, Oberlahnkreis
- ab 1944: Deutsches Reich, Freistaat Preußen, Provinz Nassau, Oberlahnkreis
- ab 1945: Amerikanische Besatzungszone, Groß-Hessen, Regierungsbezirk Wiesbaden, Oberlahnkreis
- ab 1946: Amerikanische Besatzungszone, Land Hessen, Regierungsbezirk Wiesbaden, Oberlahnkreis
- ab 1949: Bundesrepublik Deutschland, Land Hessen, Regierungsbezirk Wiesbaden, Oberlahnkreis
- ab 1968: Bundesrepublik Deutschland, Land Hessen, Regierungsbezirk Darmstadt, Oberlahnkreis
- ab 1971: Bundesrepublik Deutschland, Land Hessen, Regierungsbezirk Darmstadt, Oberlahnkreis, Gemeinde Löhnberg[Anm. 4]
- ab 1974: Bundesrepublik Deutschland, Land Hessen, Regierungsbezirk Darmstadt, Landkreis Limburg-Weilburg, Gemeinde Löhnberg
- ab 1981: Bundesrepublik Deutschland, Land Hessen, Regierungsbezirk Gießen, Landkreis Limburg-Weilburg, Gemeinde Löhnberg

### Bevölkerung
Einwohnerentwicklung
| Quelle: Historisches Ortslexikon |                                  |
| • 1511:                          | 14 Häuser                        |
| • 1643:                          | 08 Männer, 8 Frauen und 9 Kinder |
| • 1789:                          | 73 Männer, 100 Frauen            |

| Obershausen: Einwohnerzahlen von 1789 bis 2020 | Obershausen: Einwohnerzahlen von 1789 bis 2020 | Obershausen: Einwohnerzahlen von 1789 bis 2020 | Obershausen: Einwohnerzahlen von 1789 bis 2020 | Obershausen: Einwohnerzahlen von 1789 bis 2020 |
| --- | ---------------------------------------------- | ---------------------------------------------- | ---------------------------------------------- | ---------------------------------------------- |
| Jahr |                                                |                                                |                                                | Einwohner                                      |
| 1789 | 1789                                           |                                                | 173                                            | 173                                            |
| 1834 | 1834                                           |                                                | 380                                            | 380                                            |
| 1840 | 1840                                           |                                                | 396                                            | 396                                            |
| 1846 | 1846                                           |                                                | 422                                            | 422                                            |
| 1852 | 1852                                           |                                                | 435                                            | 435                                            |
| 1858 | 1858                                           |                                                | 442                                            | 442                                            |
| 1864 | 1864                                           |                                                | 458                                            | 458                                            |
| 1871 | 1871                                           |                                                | 461                                            | 461                                            |
| 1875 | 1875                                           |                                                | 481                                            | 481                                            |
| 1885 | 1885                                           |                                                | 412                                            | 412                                            |
| 1895 | 1895                                           |                                                | 450                                            | 450                                            |
| 1905 | 1905                                           |                                                | 450                                            | 450                                            |
| 1910 | 1910                                           |                                                | 476                                            | 476                                            |
| 1925 | 1925                                           |                                                | 489                                            | 489                                            |
| 1939 | 1939                                           |                                                | 424                                            | 424                                            |
| 1946 | 1946                                           |                                                | 663                                            | 663                                            |
| 1950 | 1950                                           |                                                | 646                                            | 646                                            |
| 1956 | 1956                                           |                                                | 569                                            | 569                                            |
| 1961 | 1961                                           |                                                | 535                                            | 535                                            |
| 1967 | 1967                                           |                                                | 521                                            | 521                                            |
| 1970 | 1970                                           |                                                | 518                                            | 518                                            |
| 1980 | 1980                                           |                                                | ?                                              | ?                                              |
| 1990 | 1990                                           |                                                | ?                                              | ?                                              |
| 2003 | 2003                                           |                                                | 615                                            | 615                                            |
| 2008 | 2008                                           |                                                | 557                                            | 557                                            |
| 2011 | 2011                                           |                                                | 528                                            | 528                                            |
| 2015 | 2015                                           |                                                | 513                                            | 513                                            |
| 2020 | 2020                                           |                                                | 532                                            | 532                                            |
| Datenquelle: Historisches Gemeindeverzeichnis für Hessen: Die Bevölkerung der Gemeinden 1834 bis 1967. Wiesbaden: Hessisches Statistisches Landesamt, 1968. Weitere Quellen: LAGIS; Gemeinde Löhnberg; Zensus 2011 |                                                |                                                |                                                |                                                |

Einwohnerstruktur 2011
Nach den Erhebungen des Zensus 2011 lebten am Stichtag dem 9. Mai 2011 in Obershausen 528 Einwohner. Darunter waren 15 (2,8 %) Ausländer.
Nach dem Lebensalter waren 99 Einwohner unter 18 Jahren, 192 zwischen 18 und 49, 135 zwischen 50 und 64 und 102 Einwohner waren älter.
Die Einwohner lebten in 216 Haushalten. Davon waren 57 Singlehaushalte, 72 Paare ohne Kinder und 69 Paare mit Kindern, sowie 18 Alleinerziehende und keine Wohngemeinschaften. In 51 Haushalten lebten ausschließlich Senioren und in 135 Haushaltungen lebten keine Senioren.
Religionszugehörigkeit
| • 1885: | 407 evangelische (= 98,79 %), 5 katholische (= 1,21 %) Einwohner  |
| • 1961: | 496 evangelische (= 92,71 %), 37 katholische (= 6,92 %) Einwohner |

## Kultur und Sehenswürdigkeiten

### Vereine
Auf Ortsebene bestehen die Vereine Evangelische Frauenhilfe Obershausen, der Evangelische Frauenchor Obershausen, die Freiwillige Feuerwehr Obershausen e. V. seit 1934 (einschl. Jugendfeuerwehr seit 1. Mai 1984 und seit 17. Juni 2007 mit Kinderfeuerwehr), der Gemischte Chor „Eintracht“ Obershausen, die KVO-Ukamamba Obershausen, die Landfrauen Obershausen, der Naturschutzverein Obershausen, der Turn- und Spielverein Obershausen, die VdK-Ortsgruppe Niedershausen/Obershausen sowie der Vereinsring Obershausen.

### Kulturdenkmäler
Siehe Liste der Kulturdenkmäler in Löhnberg-Obershausen.

## Infrastruktur
Seit dem Jahr 1934 sorgt die Freiwillige Feuerwehr Obershausen (ab 1. Mai 1984 mit Jugendfeuerwehr und 17. Juni 2007 mit Kinderfeuerwehr) für den abwehrenden Brandschutz und die allgemeine Hilfe in diesem Ort.
Es bestehen das Dorfgemeinschaftshaus im Senner, der Sportplatz, ein Kinderspielplatz sowie Rad- und Wanderwege.

## Söhne und Töchter des Ortes
- Gustav Roth (* 1816 in der Oberförsterei Johannisburg; † 7. September 1884), Oberförster und Mitglied des Nassauischen Kommunallandtags.